# U-587 (tàu ngầm Đức)
U-587 là một tàu ngầm tấn công  Lớp Type VII thuộc phân lớp Type VIIC được Hải quân Đức Quốc Xã chế tạo trong Chiến tranh Thế giới thứ hai. Nhập biên chế năm 1941, nó chỉ thực hiện được hai chuyến tuần tra, đánh chìm được bốn tàu buôn với tổng tải trọng 22.734 GRT và một tàu chiến phụ trợ tải trọng 655 GRT. Trong chuyến tuần tra cuối cùng, U-587 bị các tàu khu trục hộ tống HMS Grove và HMS Aldenham cùng các tàu khu trục HMS Volunteer và HMS Leamington của Hải quân Hoàng gia Anh thả mìn sâu đánh chìm trong Đại Tây Dương về phía Tây vịnh Biscay vào ngày 27 tháng 3, 1942.

## Thiết kế và chế tạo

### Thiết kế

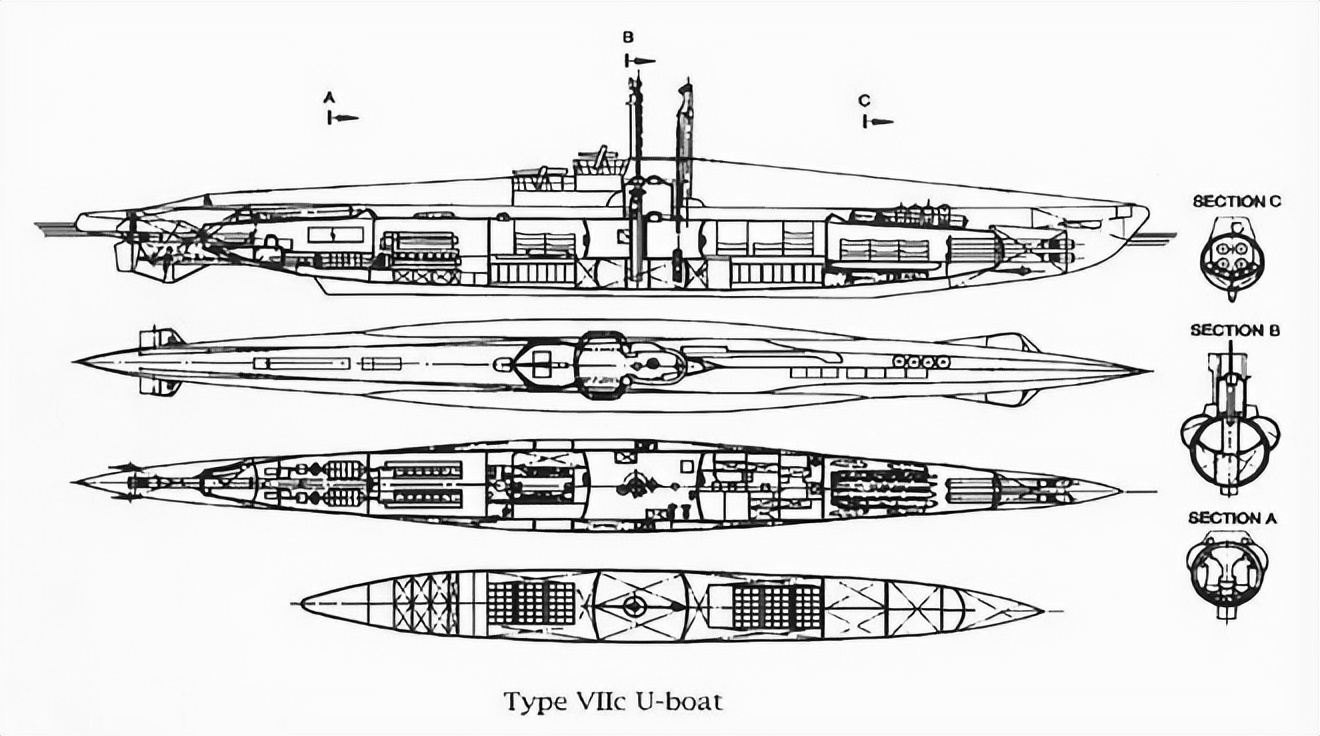
Sơ đồ các mặt cắt một tàu ngầm Type VIIC

Phân lớp VIIC của Tàu ngầm Type VII là một phiên bản VIIB được kéo dài thêm. Chúng có trọng lượng choán nước 769 t (757 tấn Anh) khi nổi và 871 t (857 tấn Anh) khi lặn). Con tàu có chiều dài chung 67,10 m (220 ft 2 in), lớp vỏ trong chịu áp lực dài 50,50 m (165 ft 8 in), mạn tàu rộng 6,20 m (20 ft 4 in), chiều cao 9,60 m (31 ft 6 in) và mớn nước 4,74 m (15 ft 7 in).
Chúng trang bị hai động cơ diesel Germaniawerft F46 siêu tăng áp 6-xy lanh 4 thì, tổng công suất 2.800–3.200 PS (2.100–2.400 kW; 2.800–3.200 bhp), dẫn động hai trục chân vịt đường kính 1,23 m (4,0 ft), cho phép đạt tốc độ tối đa 17,7 kn (32,8 km/h), và tầm hoạt động tối đa 8.500 nmi (15.700 km) khi đi tốc độ đường trường 10 kn (19 km/h). Khi đi ngầm dưới nước, chúng sử dụng hai động cơ/máy phát điện Garbe, Lahmeyer & Co. RP 137/c  tổng công suất 750 PS (550 kW; 740 shp). Tốc độ tối đa khi lặn là 7,6 kn (14,1 km/h), và tầm hoạt động 80 nmi (150 km) ở tốc độ 4 kn (7,4 km/h). Con tàu có khả năng lặn sâu đến 230 m (750 ft).
Vũ khí trang bị có năm ống phóng ngư lôi 53,3 cm (21 in), bao gồm bốn ống trước mũi và một ống phía đuôi, và mang theo tổng cộng 14 quả ngư lôi, hoặc tối đa 22 quả thủy lôi TMA, hoặc 33 quả TMB. Tàu ngầm Type VIIC bố trí một hải pháo 8,8 cm SK C/35 cùng một pháo phòng không 2 cm (0,79 in) trên boong tàu. Thủy thủ đoàn bao gồm 4 sĩ quan và 40-56 thủy thủ.

### Chế tạo
U-587 được đặt hàng vào ngày 16 tháng 1, 1940, và được đặt lườn tại xưởng tàu của hãng Blohm & Voss ở Hamburg vào ngày 31 tháng 10, 1940. Nó được hạ thủy vào ngày 23 tháng 7, 1941, và nhập biên chế cùng Hải quân Đức Quốc Xã vào ngày 11 tháng 9, 1941 dưới quyền chỉ huy của Hạm trưởng, Thiếu tá Hải quân Ulrich Borcherdt.

## Lịch sử hoạt động
Sau khi hoàn tất việc huấn luyện trong thành phần Chi hạm đội U-boat 6, U-587 tiếp tục phục vụ cùng đơn vị này để hoạt động trên tuyến đầu cho đến khi bị mất.

### Chuyến tuần tra thứ nhất
U-587 khởi hành từ cảng Kiel, Đức vào ngày 8 tháng 1, 1942 cho chuyến tuần tra đầu tiên trong chiến tranh. Nó đã tiến ra Bắc Hải, rồi băng qua khe GI-UK giữa các quần đảo Shetland và Faroe để vòng qua quần đảo Anh và hoạt động tại vùng biển Bắc Đại Tây Dương về phía Tây Scotland và Ireland. Chiếc U-boat kết thúc chuyến tuần tra khi đi đến cảng St. Nazaire bên bờ Đại Tây Dương của Pháp đã bị Đức chiếm đóng vào ngày 31 tháng 1.

### Chuyến tuần tra thứ hai – Bị mất
Xuất phát từ cảng St. Nazaire vào ngày 12 tháng 2 cho chuyến tuần tra thứ hai, cũng là chuyến cuối cùng, U-587 đã băng qua suốt Đại Tây Dương để hoạt động dọc theo bờ biển Canada về phía Nam Newfoundland trong khuôn khổ Chiến dịch Paukenschlag (tiếng Anh: Chiến dịch Drumbeat). Vào ngày 15 tháng 2, ở vị trí khoảng 300 nmi (560 km) về phía Tây Bắc mũi Finisterre, Tây Ban Nha, chiếc tàu ngầm cứu vớt năm thành viên đội bay một chiếc Focke-Wulf Fw 200 bị bắn rơi hai ngày trước đó. Họ được chuyển sang tàu ngầm U-130 ba ngày sau đó để đưa về căn cứ.
Ở vị trí về phía Đông Halifax vào ngày 24 tháng 2, nó phóng ngư lôi và bắn hải pháo để kết liễu chiếc tàu chở dầu Anh Anadara 8.009 GRT thuộc Đoàn tàu ONS-67, vốn đã hư hại do trúng hai quả ngư lôi từ tàu ngầm U-558. Đến ngày 8 tháng 3, nó phóng ngư lôi tấn công cảng St. John's, Newfoundland và Labrador, nhưng không có kết quả. Sau đó chiếc U-boat phóng ngư lôi đánh chìm chiếc tàu buôn Greenland Hans Egede 900 GRT vào ngày 6 tháng 3. Đến ngày 8 tháng 3, tàu đánh cá vũ trang Anh HMS Northern Princess 655 GRT bị nó đánh chìm ngoài khơi Grand Banks, Newfoundland; rồi sang ngày hôm sau 9 tháng 3, đến lượt tàu buôn Hy Lạp Lily 5.719 GRT, vốn bị tách rời khỏi Đoàn tàu ON-68, bị đánh chìm ở vị trí khoảng 470 nmi (870 km) về phía Đông Halifax. Trong chặng quay trở về căn cứ vào ngày 23 tháng 3, U-587 bắt gặp và kết liễu chiếc tàu chở dầu Anh Diala 8.106 GRT, vốn thuộc Đoàn tàu ON-52, và đã bị bỏ lại hơn hai tháng trước đó sau khi trúng ngư lôi từ tàu ngầm U-553.
U-587 bị các tàu khu trục hộ tống HMS Grove và HMS Aldenham cùng các tàu khu trục HMS Volunteer và HMS Leamington của Hải quân Hoàng gia Anh thả mìn sâu đánh chìm trong Đại Tây Dương về phía Tây vịnh Biscay vào ngày 27 tháng 3, 1942, tại tọa độ 47°21′B 21°39′T / 47,35°B 21,65°T. Toàn bộ 42 thành viên thủy thủ đoàn của chiếc U-boat đều tử trận.

### "Bầy sói" tham gia
U-587 từng tham gia một bầy sói:
- Robbe (15 – 24 tháng 1, 1942)

### Tóm tắt chiến công
U-587 đã đánh chìm được bốn tàu buôn với tổng tải trọng 22.734 GRT cùng một tàu chiến phụ trợ tải trọng 655 GRT:
| Ngày             | Tên tàu               | Quốc tịch              | Tải trọng | Số phận      |
| ---------------- | --------------------- | ---------------------- | --------- | ------------ |
| 24 tháng 2, 1942 | Anadara               | United Kingdom         | 8.009     | Bị đánh chìm |
| 6 tháng 3, 1942  | Hans Egede            | Greenland              | 900       | Bị đánh chìm |
| 8 tháng 3, 1942  | HMS Northern Princess | Hải quân Hoàng gia Anh | 655       | Bị đánh chìm |
| 9 tháng 3, 1942  | Lily                  | Greece                 | 5.719     | Bị đánh chìm |
| 23 tháng 3, 1942 | Diala                 | United Kingdom         | 8.106     | Bị đánh chìm |